# 康志杰
康志杰（1920年—2012年5月22日），曾用名康国兰，男，直隶定县人，中华人民共和国政治人物，曾任宁夏回族自治区人民政府副主席，安徽省人民政府副省长，安徽省人大常委会副主任。